# Vassimont-et-Chapelaine
Vassimont-et-Chapelaine är en kommun i departementet Marne i regionen Grand Est (tidigare regionen Champagne-Ardenne) i nordöstra Frankrike. Kommunen ligger i kantonen Fère-Champenoise som tillhör arrondissementet Épernay. År 2022 hade Vassimont-et-Chapelaine 62 invånare.

## Befolkningsutveckling
Antalet invånare i kommunen Vassimont-et-Chapelaine
| Referens: INSEE |